# Donald-Olivier Sié
Donald-Olivier Sié, född 3 april 1970 i Abidjan, är en ivoriansk före detta fotbollsspelare. Han gjorde 42 landskamper och sex mål för Elfenbenskusten och var med när landet vann sitt första guld i Afrikanska Mästerskapet 1992.

## Meriter
ASEC Mimosas
- Ivorianska Premier League: 1990, 1991, 1992, 1993, 1994, 1995, 1997, 1998
- Ivorianska cupen: 1990, 1995, 1997

Elfenbenskusten
- Afrikanska mästerskapet
  - Guld: 1992
  - Brons: 1994